# Kloster Hîncu

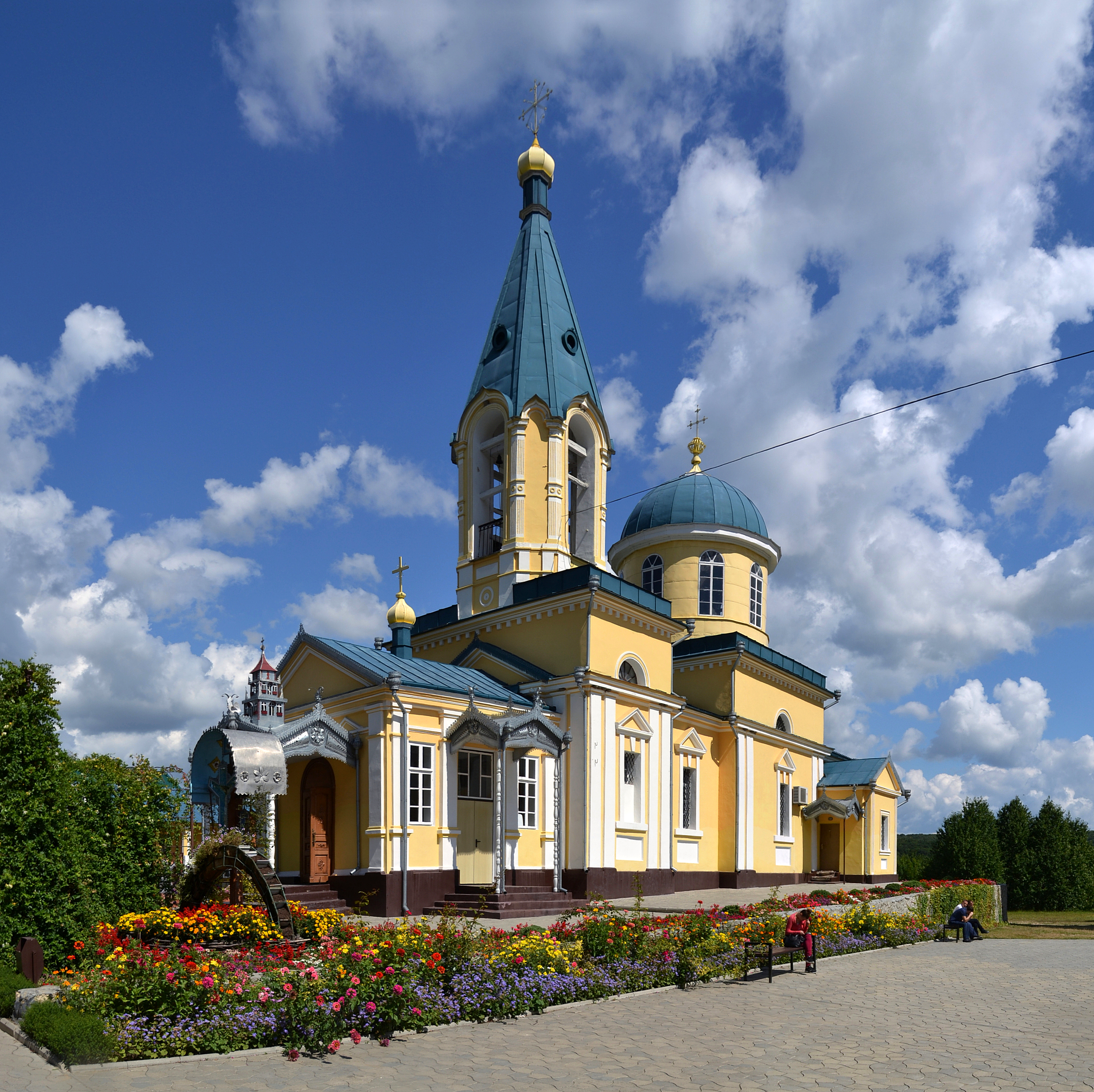
Kloster Hîncu

Das Kloster Hîncu (auch: Hâncu, Hâncul) steht in der Republik Moldau im Rajon Nisporeni, bei der Ortschaft Bursuc, etwa 40 Kilometer (Luftlinie) nordwestlich der Hauptstadt Chișinău entfernt. Das Kloster ist ein Nationaldenkmal.
Es wurde von Mihalcea Hîncu errichtet, nachdem er mit seiner Tochter Paraschiva den Tataren entkommen war. Auf der Flucht hatte er geschworen, ein Kloster zu errichten, wenn sie entkommen würden. An jener Stelle, an der die Flucht gelungen war, steht nun das Kloster. Im Jahre 1678 waren seine Mauern noch aus Holz, erst 1835 wurde ein Sommerhaus aus Stein gemauert.
Im Zeitraum von 1956 bis 1990 wurde das Kloster von der Sowjetunion geschlossen, und das Gelände als Erholungsanstalt des Gesundheitsministeriums genutzt.
1990 beantragten die Anwohner der benachbarten Orte die Wiedereröffnung des Klosters. Das Kloster wurde großzügig erweitert und 1992 seiner ursprünglichen Bestimmung zugeführt. Neben einer Gemeinschaft von Nonnen befindet sich auf dem Gelände die Residenz des lokalen  Bischofs.
In der näheren Umgebung des Klosters befinden sich mehrere Quellen natürlichen Mineralwassers.